# 戈里察岩
62°25′32″S 60°09′25″W / 62.42556°S 60.15694°W
戈里察岩（Goritsa Rocks），是南極洲的岩石，位於南設得蘭群島的利文斯頓島，處於德拉格尼亞岩東北面0.1公里和皮拉米德島西南面2.82公里，以保加利亞城鎮命名，現時由南極條約體系管理。